# Liste de ponts des Palaos
Cette liste de ponts des Palaos dresse un aperçu des ponts remarquables des Palaos, tant par leurs caractéristiques dimensionnelles, que par leur intérêt architectural ou historique.

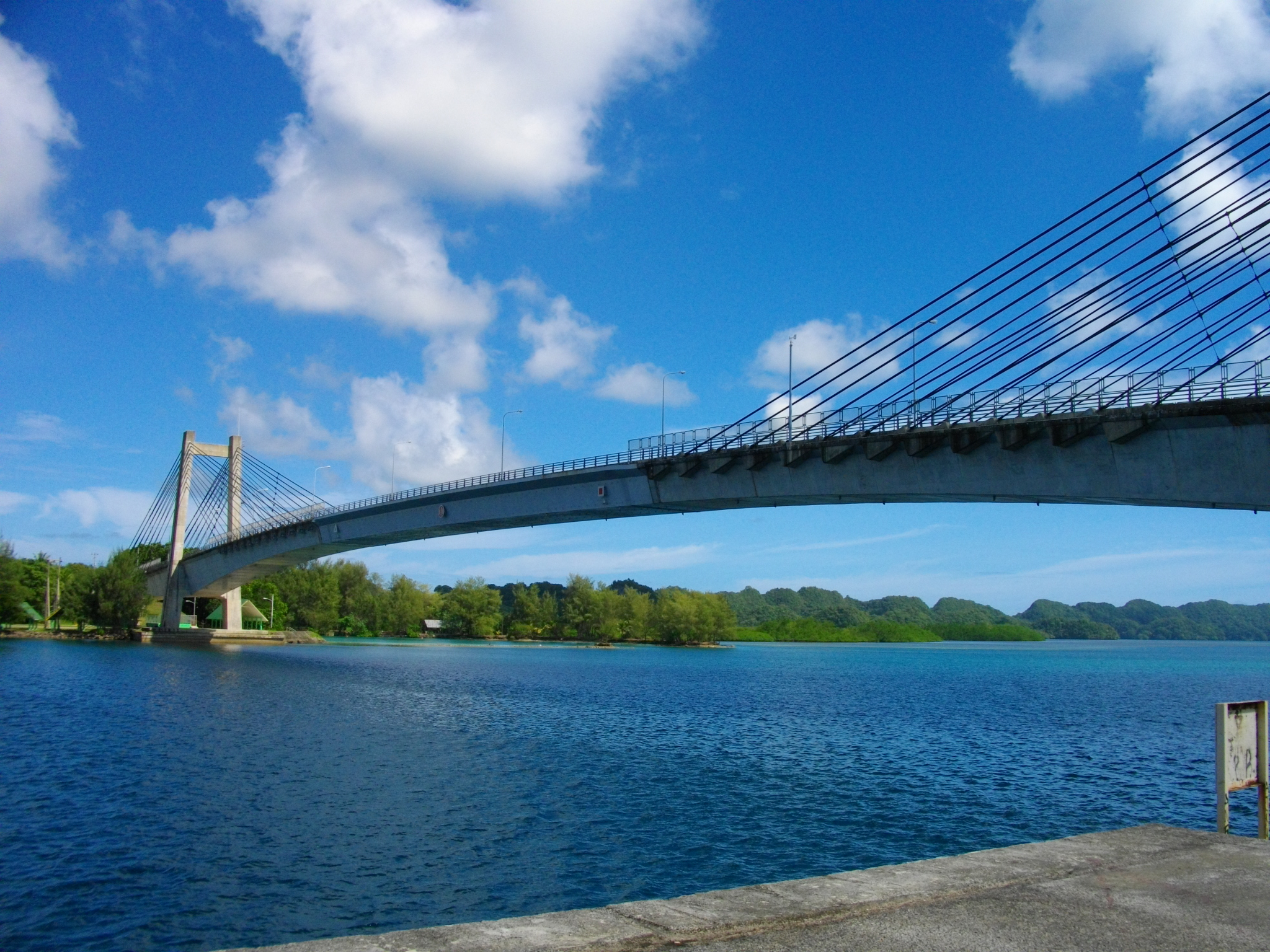
L'actuel pont de Koror-Babeldaob inauguré en 2002 est un pont extradossé avec une travée centrale en acier.

La liste peut être triée selon les différentes entrées du tableau pour voir ainsi les ouvrages les plus récents par exemple.

## Grands ponts
Ce tableau présente les ouvrages ayant des portées supérieures à 100 mètres (liste non exhaustive).
|  | Lien | Nom                                            | Portée | Long. | Type                                                                        | Voie portée Voie franchie       | Date | Localisation                                                     | État        | Ref.  |
|  | ---- | ---------------------------------------------- | ------ | ----- | --------------------------------------------------------------------------- | ------------------------------- | ---- | ---------------------------------------------------------------- | ----------- | ----- |
|  | 1    | Pont de Koror-Babeldaob (2002)                 | 247    | 411   | Pont extradossé Tablier mixte caisson béton et caisson acier, pylônes béton | Main Street Mer des Philippines | 2002 | Île de Koror - Île de Babeldaob 7° 21′ 43,4″ N, 134° 30′ 15,8″ E | Koror Airai | [ 1 ] |
|  | 2    | Pont de Koror-Babeldaob (1978) Détruit en 1996 | 241    | 385   | Poutre-caisson Béton précontraint                                           | Main Street Mer des Philippines | 1978 | Île de Koror - Île de Babeldaob 7° 21′ 43,5″ N, 134° 30′ 16″ E   | Koror Airai | ,     |